# Feeder (hudební skupina)
Feeder je velšská hudební skupina. Skupinu založili zpěvák a kytarista Grant Nicholas a bubeník Jon Lee v jihovelšském Newportu v roce 1992. Krátce sestavu doplňoval baskytarista Simon Blight. Do roku 1995 skupina používala název Reel. Téhož roku duo doplnil japonský baskytarista Taka Hirose. Lee zemřel v roce 2002 a nahradil jej Angličan Mark Richardson. Po jeho odchodu v roce 2009 zůstali oficiálními členy jen Nicholas a Hirose, které při koncertech doplňovali další hudebníci. Své první album skupina vydala v roce 1997 a následovalo několik dalších.

## Diskografie
- Polythene (1997)
- Yesterday Went Too Soon (1999)
- Echo Park (2001)
- Comfort in Sound (2002)
- Pushing the Senses (2005)
- Silent Cry (2008)
- Renegades (2010)
- Generation Freakshow (2012)
- All Bright Electric (2016)